# Puits Sainte-Marthe
Les puits Sainte-Marthe est un édifice situé dans la commune française de Stiring-Wendel, en Moselle.

## Histoire
L'ancien chevalement est inscrit au titre des monuments historiques par arrêté du 22 octobre 1992.
Les années des campagnes de construction sont 1849 et 1852.

## Description
Il est un des plus anciens chevalements houilliers maçonnés subsistant en France.